# Rai 3
Rai 3 faz parte da RAI, o organismo de radiodifusão do governo italiano, que é dona de outros canais, como o Rai 1 e Rai 2 (entre outros). Rai 3 primeiro iniciou suas transmissões em 15 de dezembro de 1979. Na década de 1980, foi sob a influência predominante político do Partido Comunista Italiano. Seus programas são geralmente orientados à informação, ao invés de entretenimento, e eles procuram uma abordagem qualitativa, em vez de buscar a classificação mais elevada de TV.

## História
O Rai 3 nasce a partir da reforma da lei sobre a RAI, e começou a transmitir para todo o país, em 1979, mas começou as transmissões experimentais desde 1975.
Com o processo de concessão de canais públicos como lottizzazione correntes políticas para garantir a pluralidade, Rai Tre tornou-se historicamente influente como uma seqüência do comunismo italiano, quando em 1987 chega ao destinatário Angelo Guglielmi. Na década de 90 canais estão diversificando Rai. Rai Tre torna-se um canal mais cultural, com programação para fins informativos regionais do Windows, e poderia aprofundar programas satíricos, concursos culturais e, sobretudo, informação.
Em 1999, o canal começa a ter funções específicas do serviço público, manter os regimes de informação, cultura, documentários e outros programas de entretenimento geral.

## Programas

### Notícias
- TG3, serviço de notícia principal de Rai Tre dirigido por Antonio Di Bella
- TGR serviço de notícia regional, dirigido por Angela Buttiglione
- Ballarò, compartimento semanal hospedado por Giovanni Floris
- Piano de Primo, compartimento diário de TG3 hospedado por Maurizio Mannoni
- TeleCamere, sobre casos diários e a saúde, hospedados por Anna La Ros

### Shows
- Blob
- Blu Notte - Misteri Italiani
- Che tempo che fa
- Chi l'ha visto?
- Cominciamo bene
- Elisir
- Alle falde del Kilimangiaro
- Fuori Orario - Cose (mai) viste
- Gaia
- Geo & Geo
- Mi manda Raitre
- Ombre sul Giallo
- La Grande Storia
- Parla con me
- Report
- Un giorno in Pretura

### Series
- La Squadra
- Un posto al sole]
- Agrodolce
- Wicked Science
- Survivor
- Flashpoint
- Serious

### Game Shows
- Per un pugno di libri

### Infanto-Juvenis
- Melevisione
- Il trenino Thomas
- Trebisonda
- Saddle Club
- Scooter: Secret Agent
- Digimon
- Kirby: Right Back at Ya!